# 61 Virginis

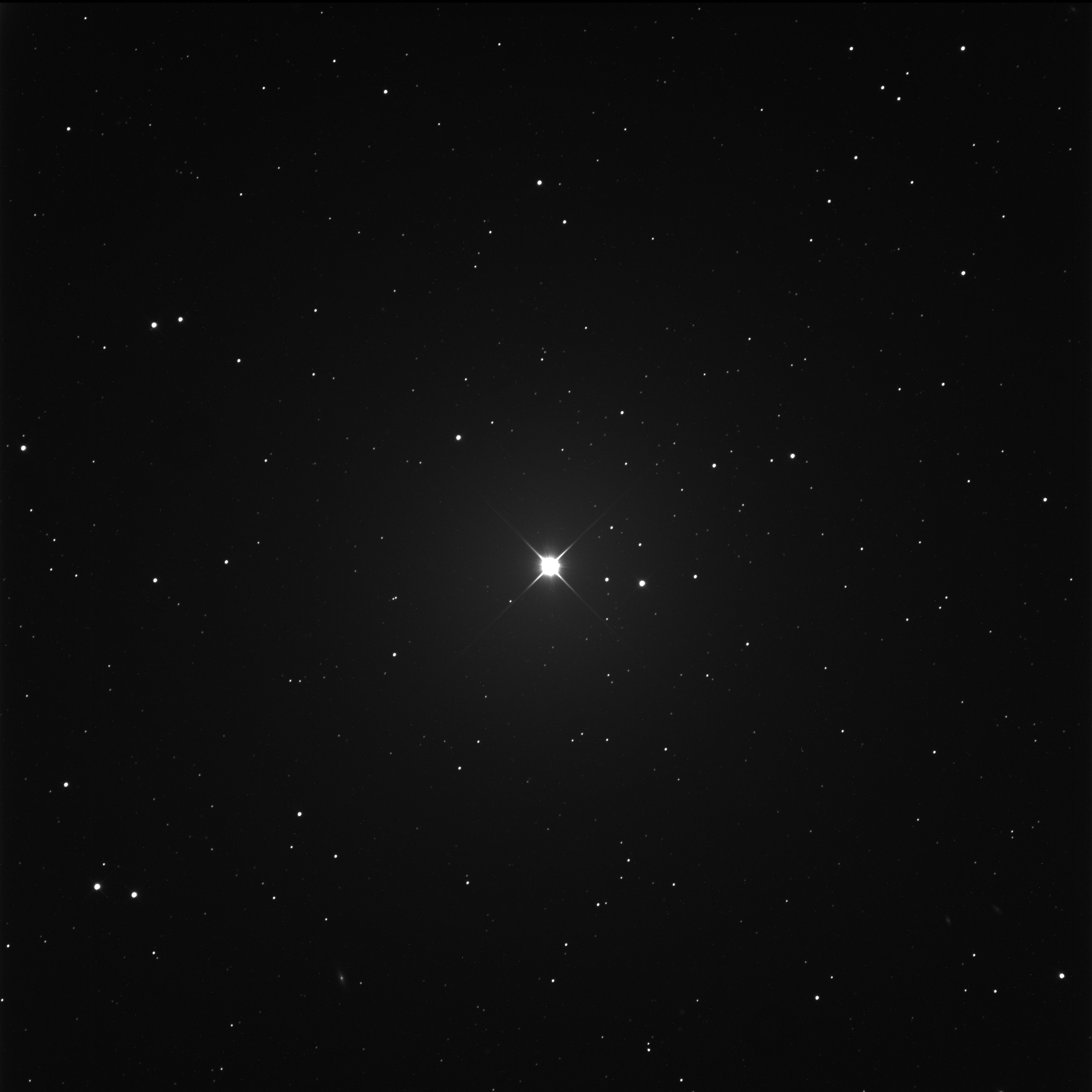
61 Virginis vista de um telescópio

61 Virginis (abreviadamente 61 Vir) é uma estrela anã amarela ligeiramente menos maciça que o Sol, localizada a 27.8 anos-luz de distância na constelação Virgo. A composição desta estrela é quase idêntica à do Sol e só há um baixo nível de atividade na sua cromosfera.

## Sistema planetário
A 14 de dezembro de 2009, cientistas anunciaram a descoberta de três planetas ("b", "c" e "d") com massas entre 5 e 25 vezes a da Terra orbitando em torno de 61 Virginis. Os três planetas estavam orbitando muito perto de sua estrela comparado aos planetas do nosso sistema solar; estes se fossem metidos dentro do nosso sistema solar orbitariam todos dentro da órbita de Vénus. Serão necessários dados adicionais para confirmar a existência dum quarto planeta.